# Walter Fauntroy
Walter Edward Fauntroy né le 6 février 1933 à Washington (district de Columbia) est un pasteur chrétien baptiste et un homme politique américain, une des figures du mouvement des droits civiques et du Parti démocrate. De 1971 à 1991 il fut délégué non votant de Washington à la Chambre des représentants des États-Unis, depuis la fin de son mandat de délégué, il s'est engagé pour la défense des droits de l'homme dans le monde.

## Biographie

### Jeunesse et formation
Walter Edward Fauntroy est le quatrième des sept enfants d'Ethel Vine et de William T. Fauntroy. Enfant il est inscrit au Boys Clubs of Washington aux Boy Scouts of America, il y apprendra, selon ses dires, l'importance d'être « en bonne forme physique, mentalement éveillé et moralement fort ».    Après ses études secondaires menée à la  Dunbar High School (Washington, D.C.) (en), il  est accepté dans une des universités historiquement noires, la Virginia Union University, où il obtient son baccalauréat universitaire (licence) en 1955, puis il suit des études de théologie à la Yale Divinity School (en) de  New Haven dans le Connecticut d'où il sort avec le Bachelor of Divinity (licence de théologie) en 1958,,. 

### Carrière
En 1959, il commence sa carrière de pasteur à la New Bethel Baptist Church de Washington.
En 1960, après la proposition de Martin Luther King, il accepte la direction de la section de la Southern Christian Leadership Conference (SCLC).
En 1963, il fera partie des conseillers de Martin Luter King pour l'organisation de la Marche sur Washington pour l'emploi et la liberté et en 1965 pour les marches de Selma à Montgomery,. 
En 1971 avec Shirley Chisholm, John Conyers, Charles Diggs, Ralph Metcalfe, Parren Mitchell, Charles Rangel et d'autres membres afro-américains de la Chambre des représentants il fait partie des membres fondateurs du Black Caucus, qu'il préside en 1981.

### Vie personnelle
Le 3 août 1957, il épouse Dorothy Simms, le couple donne naissance à un fils Marvin Keith et ils adoptent une fille Melissa Alice,.

### Archives
Les archives de Walter Fauntroy sont déposées et consultables à la bibliothèque de l'Université George-Washington